# Beatrice Cane
Beatrice Cane, detta Beatrice di Tenda (Tenda, 1372 circa – Binasco, 13 settembre 1418), terza duchessa di Milano, erroneamente ritenuta figlia del conte di Tenda Pietro Lascaris e di donna Poligena, era in realtà figlia del condottiero Ruggero Cane, lontano parente di Facino Cane.

## Biografia
Figlia di Ruggero Cane, sposò in prime nozze il condottiero Facino Cane, che la portò con sé nelle sue imprese guerresche, nelle quali Beatrice si dimostrò piuttosto partecipe e battagliera.
Seppe anche rivestire il ruolo di pacata consigliera durante la lotta di Cane per la conquista del potere sul ducato di Milano.
Dopo essere rimasta vedova, nel 1412, si risposò con il duca di Milano Filippo Maria Visconti, di circa venti anni più giovane, portando in dote quattrocentomila ducati d'oro e alcuni importanti territori piemontesi, tra cui le città di Alessandria, Novara, Tortona, Vercelli.
Il matrimonio era stato l'unico modo per Filippo Maria di venire in possesso del cospicuo patrimonio di Facino Cane, che questi aveva lasciato in eredità alla vedova.
Nel 1418, probabilmente allo scopo di sottrarle gli ingenti possedimenti, fu accusata dal marito di adulterio con un domestico, tale Michele Orombelli. Dopo aver confessato sotto tortura venne condannata a morte e decapitata nel castello di Binasco, insieme al suo presunto amante, il 13 settembre 1418. Il piano fu ordito, secondo alcuni, con la complicità della nobildonna Agnese del Maino, dama di compagnia di Beatrice e amante del marito Filippo.
Sembra inoltre che il marito non sopportasse Beatrice a causa del carattere forte ed invasivo della donna, che trattava il duca quasi alla stregua di un precettore.

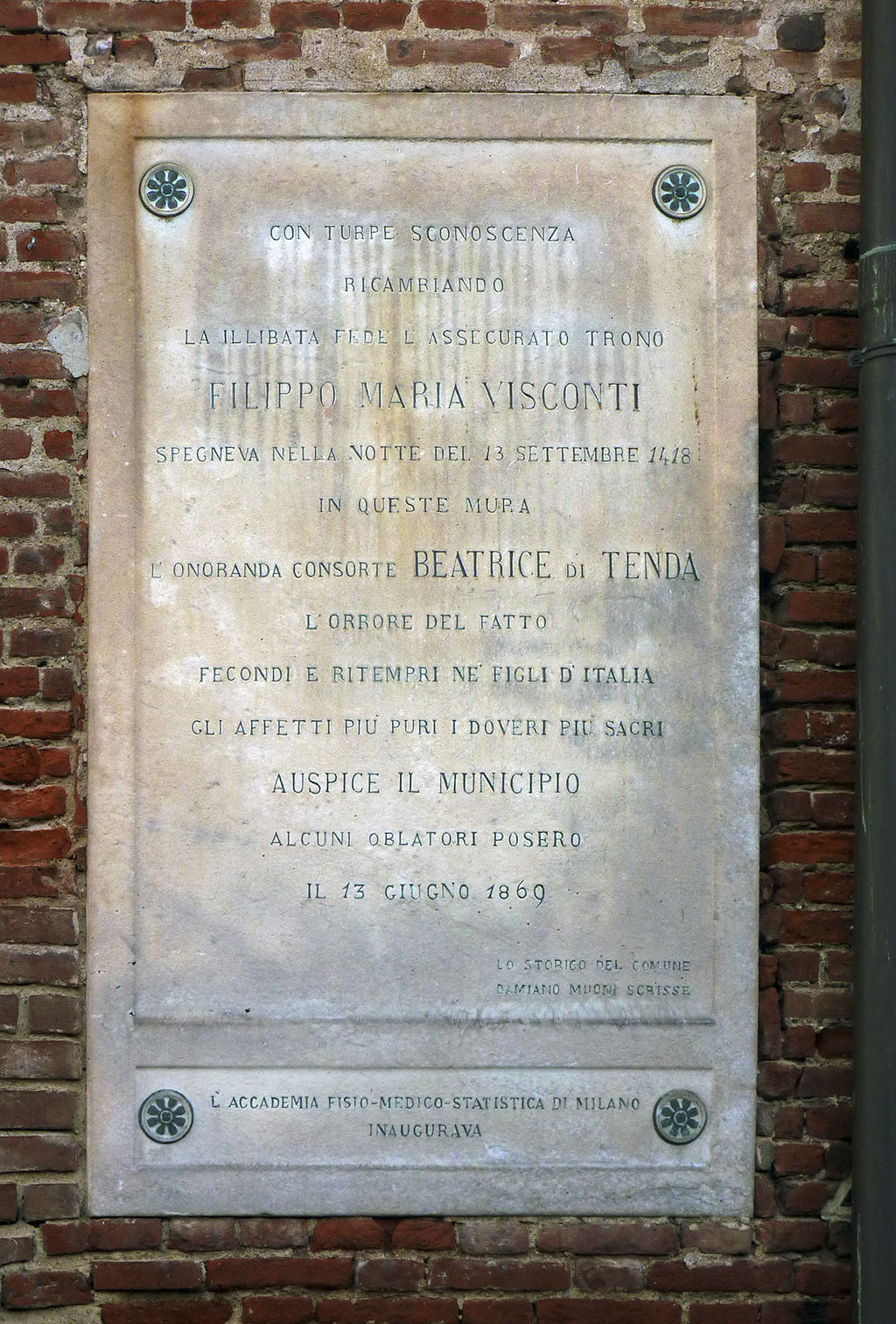
La targa posta nel 1869 sulle mura del castello di Binasco per ricordare il delitto del 1418.

Secondo la tradizione popolare Beatrice non si era resa responsabile di alcun tradimento, ma questo non impedì a Filippo di essere salutato con grande cortesia dal papa Martino V - allora suo alleato nell'interesse reciproco di espandere i propri domini nell'Italia centrosettentrionale - quando il pontefice passò da Milano quell'anno stesso.
Alla sua vita si ispira il melodramma di Vincenzo Bellini del 1833 Beatrice di Tenda, tratto a sua volta dal libro omonimo del 1825 di Carlo Tedaldi Fores.
(Piero Cocconi)
Il 13 giugno 1869 il comune di Binasco ha dedicato questa lapide monumentale in memoria di Beatrice di Tenda posta sulle mura del castello:
RICAMBIANDO

LA ILLIBATA FEDE L'ASSECURATO TRONO

FILIPPO MARIA VISCONTI

SPEGNEVA NELLA NOTTE DEL 13 SETTEMBRE 1418

IN QUESTE MURA

L'ONORANDA CONSORTE BEATRICE DI TENDA

L'ORRORE DEL FATTO

FECONDI E RITEMPRI NE' FIGLI D'ITALIA

GLI AFFETTI PIÙ PURI I DOVERI PIÙ SACRI

AUSPICE IL MUNICIPIO

ALCUNI OBLATORI POSERO

Lo Storico del Comune
Damiano Muoni scrisse»
Inoltre le sono state dedicate alcune vie, una a Binasco, un'altra a Ventimiglia ed una a Tenda in val Roia.

## Opere letterarie
- Diodata Roero Saluzzo, Il Castello di Binasco, Firenze, della Tipografia e Calcografia Goldoniana, 1824.
- Carlo Tedaldi Fores, Beatrice di Tenda Tragedia Istorica, Milano, della Società Tipogr. de' Classici Italiani, 1825.
- Pietro Marocco, Il Castello di Binasco, Milano, Felice Rusconi, 1829.
- Giambattista Bazzoni, Racconti Storici : Macaruffo Venturiero o La Corte del Duca Filippo Maria Visconti, Milano, Presso Omobono Manini, 1832.
- Eugenio Mastrozzi, Il Pellegrino di Binasco Scene della Storia Milanese, Pavia, Tipografia Fusi e Comp., 1844.
- Felice Turotti, Beatrice di Tenda, Milano, Borroni e Scotti, 1845.
- Damiano Muoni, Binasco ed altri comuni dell'agro milanese, Milano, Già Boniotti, 1864.
- Inaugurazione a Binasco della lapide monumentale a Beatrice di Tenda, Milano, Tip. Letteraria, 1869.
- G. C., Beatrice di Tenda Racconto Storico del Professore G. C., Codogno, Tipografia Cairo, 1885.